# Шолдерз, Стивен
Стивен Шолдерз (англ. Steven Shalders; род. 24 декабря 1981) — британский валлийский легкоатлет, специалист по тройному прыжку. Выступал на профессиональном уровне в 1998—2009 годах, обладатель серебряной медали Всемирной Универсиады, победитель и призёр первенств национального значения, действующий рекордсмен Уэльса, участник Игр Содружества 2002 года в Манчестере и 2006 года в Мельбурне.

## Биография
Стивен Шолдерз родился 24 декабря 1981 года в Бридженде, Уэльс.
Впервые заявил о себе в лёгкой атлетике на международном уровне в сезоне 1999 года, когда вошёл в состав британской сборной и выступил на юниорском европейском первенстве в Риге, где в зачёте тройного прыжка занял итоговое 15-е место.
В 2000 году на юниорском мировом первенстве в Сантьяго с результатом 15,99	закрыл десятку сильнейших.
В 2001 году прыгал тройным на молодёжном европейском первенстве в Амстердаме, в финале показал результат 16,28 метра и стал седьмым.
В 2002 году выиграл бронзовую медаль на чемпионате Великобритании в Бирмингеме, представлял Уэльс на Играх Содружества в Манчестере: прыгнул на 16,37 метра, расположившись в итоговом протоколе на шестой строке, также вместе с соотечественниками стал восьмым в программе эстафеты 4 × 100 метров.
В 2004 году в тройном прыжке взял бронзу на чемпионате Великобритании в Манчестере.
В 2005 году получил серебро на чемпионате Великобритании, превзошёл всех соперников на чемпионате Уэльса. Будучи студентом, представлял страну на Всемирной Универсиаде в Измире — здесь показал результат 16,67 метра и завоевал серебряную награду, уступив лишь россиянину Александру Сергееву. Позднее на соревнованиях в Манчестере установил ныне действующий рекорд Уэльса в тройных прыжках на открытом стадионе — 16,71 метра.
На Играх Содружества 2006 года в Мельбурне с результатом 16,18 был десятым.
Завершил спортивную карьеру по окончании сезона 2009 года.